# Radostina Slavova
Radostina Slavova, coniugata Naneva (in bulgaro Радостина Славова-Нанева?; Sofia, 23 marzo 1986), è un'ex cestista bulgara.

## Carriera

### Club
Inizia la sua carriera da cestista professionista nel 2003 nel suo paese, la Bulgaria, indossando la maglia del Lukoil Neftochimic Bourgas. Dal 2003 sino al 2008 con il Neftochimic vince 2 campionati bulgari (altre 2 volte è arrivata in finale) e 3 coppe di bulgaria (un'altra volta ha raggiunto la finale). A livello internazionale partecipa a 4 edizioni (2003, 2004, 2005 e 2006) dell'EuroCup Women. La stagione 2008-09 la disputa in Romania col Municipal Târgovişte con cui disputa l'Eurocup Women. Nel 2009 ritorna in Bulgaria per giocare con il BK Slavia Sofia. Durante l'estate del 2010 si trasferisce in Italia dove indossa la maglia dell'Alghero con cui gioca sino all'estate del 2012 quando ritorna nella sua Bulgaria per andar a giocare con i Montana Grizzlies.

### Nazionale
Con la maglia della Bulgaria ha collezionato presenze dal 2001 al 2006 con le rappresentative giovanili under 16, under 18 ed under 20; dal 2005 è entrata nel giro della nazionale maggiore, partecipando per ben 4 volte (2005, 2007, 2009 e 2011) alla fase di qualificazione di altrettanti campionati europei, non riuscendo però a raggiungere la fase finale della massima competizione continentale riservata alle nazionali maggiori.

## Palmarès
- Campionato bulgaro: 2

Lukoil Neftochimic 2005, 2006
- Finalista Campionato bulgaro:: 2

Lukoil Neftochimic 2007, 2008
- Finalista Coppa di Bulgaria: 1

Lukoil Neftochimic 2007
- Coppa di Bulgaria: 3

Lukoil Neftochimic 2004, 2005, 2006